# Климент (Келли)
Епи́скоп Кли́мент (в миру Микулаш Келли, словац. Mikuláš Kelly или Келлё, венг. Kellő; 28 декабря 1885, Старе-Село — 4 июля 1961, Прешов) — епископ Чехословацкой православной церкви, епископ Оломоуцкий и Брненский.

## Биография
Происходил из семьи священнослужителя греко-католической церкви.
После завершения богословского образования и рукоположения в сан священника (1908) он служил в восточной Словакии: в Валкове (1908—1914), Микулашове (1914—1920), Крайной Быстре (1920—1923), Цернине (1923—1946), Решове (1946—1950).
Во время словацкого национального восстания он помогал советским партизанам, укрывал их и материально поддерживал.
В 1950 году перешёл в православие. Он служил архидеканом в деревне Петрова Бардеёвского района.
В октябре 1954 года, по пострижении в монашество с именем Климент, рукоположен во епископа Оломоуцко-Брненского. 30 июня 1959 года ушёл на покой по собственному желанию. Приной его ухода, по мнению исследователей, стал конфликт с местными клириками.
Скончался 4 июля 1961 года в Прешове.